# Vụ tràn dầu Deepwater Horizon
Sự cố của giàn Deepwater Horizon là một sự cố nổ giàn khoan tại giàn khoan bán tiềm thủy di động Deepwater Horizon của hãng dầu khí BP. Vị trí giàn khoan khoảng 64 km về phía tây nam bờ biển Louisiana trong khu vực mỏ dầu khí Macondo Prospect. Sự cố xảy ra vào ngày 20 tháng 4 năm 2010 đã khiến 11 người thiệt mạng và làm 17 người khác bị thương, có 98 người sống sót không bị thương tích. Tai nạn này khiến cho giàn khoan này bị bốc cháy và chìm, gây ra tràn dầu ở một khu vực rộng lớn trong vịnh Mexico gây ảnh hưởng nặng nề đến đời sống hoang dã trong khu vực, đến ngành ngư nghiệp và du lịch các nước trong khu vực chịu ảnh hưởng. Đây là sự cố môi trường lớn nhất trong lịch sử Hoa Kỳ.
Mười một công nhân đã thiệt mạng khi giàn khoan dầu Deepwater Horizon bị nổ và chìm 9 giờ 45 phút tối ngày 20/4/2010, tại Vịnh Mexico của Mỹ.
Vụ tràn dầu ở Vịnh Mexico là thảm họa môi trường khủng khiếp nhất mà Hoa Kỳ từng phải đối phó, một quan chức cao cấp của Hoa Kỳ tuyên bố.
Chuyên gia tư vấn năng lượng của Nhà Trắng, Carol Browner nói với chương trình Meet The Press của Kênh Truyền hình NBC: "Lượng dầu đổ vào Vịnh Mexico lớn hơn so với bất kỳ lần nào trước đây."
5.000 tới 60.000 thùng dầu mỗi ngày: đây là con số dầu tràn ra từ mỏ dầu Deepwater Horizon.